# 阿斯忒里亚

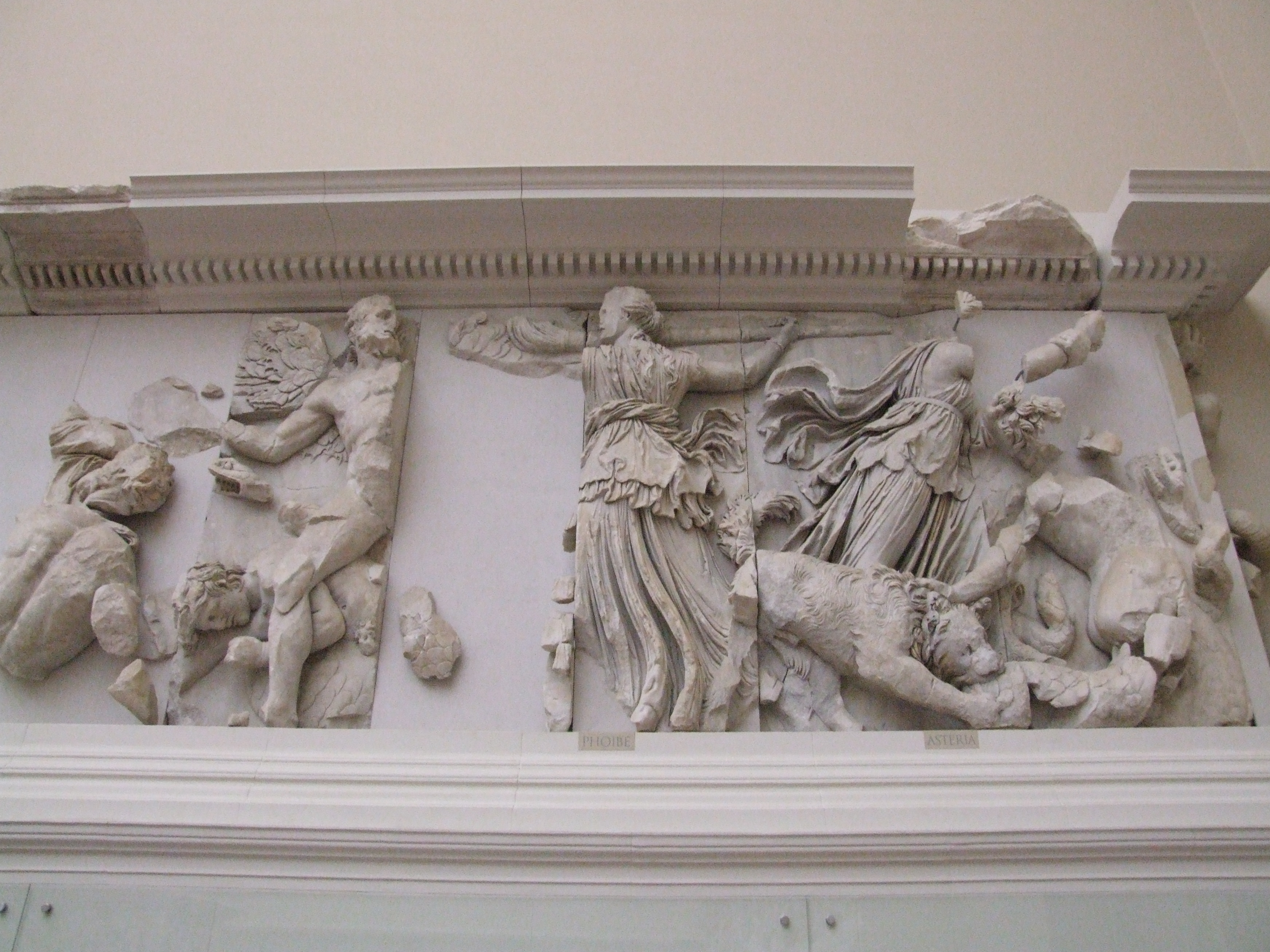
帕加马大祭坛浮雕上的阿斯忒里亚与福柏

阿斯忒里亚（古希腊语：Ἀστερία，字面意思是“星辰的”）是希腊神话中的一个女提坦。
根据神话，阿斯忒里亚是第一代提坦神科俄斯与福柏的女儿，勒托的妹妹。她主管神谕、占星术和招魂术。据赫西俄德说，阿斯忒里亚是珀耳塞斯（同为提坦）的妻子，并与后者生了赫卡忒。
在希腊神话的三位夜神中，黑夜女神倪克斯是夜之本体的化身，勒托与阿斯忒里亚则是象征着夜的表现。勒托代表着漆黑之夜，为暗夜女神；阿斯忒里亚代表着群星璀璨之夜，为星夜女神。
有关阿斯忒里亚的主要神话如下：宙斯疯狂地追求阿斯忒里亚。为了摆脱这种骚扰，阿斯忒里亚把自己变成了鹌鹑。又一说，阿斯忒里亚化作鹌鹑后跳进了爱琴海，变成了俄耳堤癸亚岛（Ὀρτυγία，意为“鹌鹑岛”，即今提洛岛）。农诺斯记载了这个神话的另一个版本，在这个版本中，追求阿斯忒里亚的神祇是波塞冬。

## 资料来源
- 《神话辞典》，（苏联）M·H·鲍特文尼克等，统一书号：2017·304
- 《古典神话人物词典》，艾德里安·鲁姆著，外语教学与研究出版社，ISBN 978-7-5600-6218-1
- 《古希腊罗马神话鉴赏辞典》，吉林出版社，ISBN 7-206-04846-3